# Temporada 1979 del Campeonato de España de Rally
La temporada 1979 fue la edición 23.ª del Campeonato de España de Rally. El calendario estaba compuesto de veintiuna pruebas puntuables de las cuales: Costa Brava, Firestone, España y Cataluña eran puntuables para el campeonato de Europa.

## Calendario
El calendario estaba compuesto por veintiuna rondas. Las pruebas Costa Brava, Firestone, Orense y España eran puntuables para el Campeonato de Europa de Rally. El Rally Costa de Almería estaba inicialmente calendado pero no llegó a realizarse. El rally de Ferrol no sumó puntos para el campeonato al no llegar al mínimo de participantes exigidos para las pruebas de menor coeficiente.
| N.º | Fecha               | Rally                                  | Superficie     | Series |
| --- | ------------------- | -------------------------------------- | -------------- | ------ |
| 1   | 2-4 de febrero      | 20.º Rally Vasco Navarro               | Asfalto        |        |
| 2   | 16-18 de febrero    | 27.º Rally Costa Brava                 | Asfalto/tierra | Europa |
| 3   | 9-11 de marzo       | 6.º Rally Maspalomas                   | Asfalto        |        |
| 4   | 24-25 de marzo      | 9.º Critérium Montseny-Guilleries      | Asfalto/tierra |        |
| 5   | 7-8 de abril        | 20.º Rally Fallas                      | Asfalto        |        |
| 6   | 20-22 de abril      | 12.º Rally Firestone                   | Asfalto        | Europa |
| 7   | 4-6 de mayo         | 11.º 500 Km Nocturnos de Alicante      | Asfalto        |        |
| 8   | 25-27 de mayo       | 16.º Critérium Luis de Baviera         | Asfalto        |        |
| 9   | 8-10 de junio       | 9.º Critérium de La Rioja              | Asfalto        |        |
| 10  | 22-24 de junio      | 12.º Rally de Orense                   | Asfalto        | Europa |
| 11  | 13-15 de julio      | 10.º Rally de Ferrol                   | Asfalto        |        |
| 12  | 20-22 de julio      | 2.º Rally Sachs                        | Asfalto        |        |
| 13  | 10-12 de agosto     | 15.º Rally Rías Bajas                  | Asfalto        |        |
| 14  | 24-26 de agosto     | 4.º Rally de la Manzana                | Asfalto        |        |
| 15  | 7-9 de septiembre   | 16.º Rally Príncipe de Asturias        | Asfalto        |        |
| 16  | 29-30 de septiembre | 3.º Rally El Corte Inglés              | Asfalto        |        |
| 17  | 5-7 de octubre      | 11.º Rally Isla de Tenerife            | Asfalto        |        |
| 18  | 19-21 de octubre    | 27.º Rally de España                   | Asfalto/tierra | Europa |
| 19  | 2-4 de noviembre    | 21.º Rally 2000 Virajes                | Asfalto        |        |
| 20  | 16-18 de noviembre  | 15.º Rally Cataluña-Rally de las Cavas | Asfalto/tierra |        |
| 21  | 1-2 de diciembre    | 11.º Rally Shalymar                    | Asfalto        |        |

## Equipos
| Equipo                     | Vehículo            | Piloto             | Copiloto                  | Rondas                         |
| Equipos oficiales          | Equipos oficiales   | Equipos oficiales  | Equipos oficiales         | Equipos oficiales              |
| -------------------------- | ------------------- | ------------------ | ------------------------- | ------------------------------ |
| SEAT Competición           | Fiat 131 Abarth     | Antonio Zanini     | Juan José Petisco         | 2                              |
| SEAT Competición           | Fiat 131 Abarth     | Antonio Zanini     | Jordi Sabater             | 18                             |
| SEAT Competición           | Fiat 131 Abarth     | Beny Fernández     | Jordi Sabater             | 2-4, 8, 10                     |
| SEAT Competición           | Fiat 131 Abarth     | Beny Fernández     | José Luis Sala            | 20                             |
| Equipos privados           |                     |                    |                           |                                |
| Escudería Diez Competición | Lancia Stratos HF   | Jorge de Bagration | Nuria Llopis              | 2-5, 8-10, 18-19, 21           |
| Escudería Granollers       | Opel Kadett GT/E    | José Luis Sallent  | Jordi Puvil               | 2-6, 8-10, 18-20               |
| Escudería Granollers       | Opel Kadett GT/E    | José Luis Sallent  | F. Xavier Casanovas       | 10                             |
| A. C. Palmeras             | Porsche 911 Carrera | Marc Etchebers     | Marie-Christine Etchebers | 1, 5, 7, 9, 11, 13, 16, 19, 21 |
|                            | Opel Kadett GT/E    | Mariano Lacasa     | Guillermo Barreras        | 2, 4-6, 8-9, 19-21             |
| Escudería Catalunya        | SEAT 124-1800       | Juan Franquesa     | Jordi Puvil               | 2, 8, 18-20                    |
| Escudería Catalunya        | SEAT 124-1800       | Juan Franquesa     | Raymond Blancafort        | 6                              |
| Escudería Catalunya        | SEAT 124-1800       | Juan Franquesa     | Rafael Pinedo             | 10                             |

## Resultados

### Campeonato de pilotos
- Resultados incompletos.

| Pos. | Piloto              | VCN | COB | MAS | CMG | FAL | FIR | 500 | CLB | CLR | OUR | FER | SAC | RBX | MAN | PDA | ECI | IDT | ESP | 2VI | CAT | SHA | Puntos |
| ---- | ------------------- | --- | --- | --- | --- | --- | --- | --- | --- | --- | --- | --- | --- | --- | --- | --- | --- | --- | --- | --- | --- | --- | ------ |
| 1.   | Jorge de Bagration  |     | Ret | 1   | 1   | 1   |     |     | 1   | 1   | 1   |     |     |     |     |     |     |     | 1   | Ret |     | 1   | 496    |
| 2.   | José Luis Sallent   |     | 2   | DNS | Ret | 8   | 2   |     | Ret | Ret | 4   |     |     |     |     |     |     |     | 5   | 6   | 4   |     | 386    |
| 3.   | Marc Etchebers      | 1   |     |     |     | 2   |     | 1   |     | 2   |     | 1   |     | 1   |     |     | 1   |     |     | 1   |     | Ret | 366    |
| 4.   | Mariano Lacasa      |     | Ret |     | Ret | 7   | Ret |     | 4   | 6   |     |     |     |     |     |     |     |     |     | Ret | 7   | 3   | 256    |
| 5.   | Juan Franquesa      |     | 3   |     | Ret |     | 3   |     | 6   |     | 9   |     |     | ?   |     |     |     |     | ?   | 8   | 8   |     | 248    |
| 14.  | Antonio Zanini      |     | 1   |     |     |     |     |     |     |     |     |     |     |     |     |     |     |     | 2   |     |     |     |        |
|      | Pío Alonso          |     |     |     |     |     | 1   |     |     | 3   |     |     |     |     |     |     |     |     |     |     |     |     |        |
|      | Eduardo Balcázar    | 2   |     |     | Ret | 4   |     |     | Ret |     |     |     |     |     |     |     |     |     | 7   | 4   | 2   |     |        |
|      | Beny Fernández      |     | Ret | 2   | 3   |     |     |     | Ret |     | Ret |     |     |     |     |     |     |     |     |     | 1   |     |        |
|      | Claudi Caba         |     | Ret |     | 2   |     |     |     |     |     |     |     |     |     |     |     |     |     |     | 2   | Ret |     |        |
|      | Ignacio Sunsundegui |     |     |     |     |     |     |     |     |     |     |     | 1   |     | Ret |     |     |     |     |     |     |     |        |
|      | «Freddy»            | 3   |     |     |     |     |     |     |     |     |     |     | 2   |     | 3   |     |     |     |     |     |     |     |        |
|      | Fernando Lezama     | Ret | Ret |     | Ret |     | ?   |     |     |     | ?   |     |     |     |     |     |     |     |     |     |     |     |        |
|      | Medardo Pérez       |     |     |     |     |     |     |     |     |     |     |     |     |     |     |     |     | 1   |     |     |     |     |        |

### Campeonato de marcas
| Pos. | Marca   | Puntos |
| ---- | ------- | ------ |
| 1.   | Talbot  | 297    |
| 2.   | SEAT    | 279    |
| 3.   | Ford    | 14     |
| 4.   | Renault | 6      |

### Campeonato de copilotos
| Pos. | Copiloto                  | Puntos |
| ---- | ------------------------- | ------ |
| 1.   | Nuria Llopis              | 192    |
| 2.   | Marie Christine Etchebers | 136    |
| 3.   | Leopoldo Varela           | 63     |
| 4.   | Joan Josep Martín         | 60     |
| 5.   | Jordi Sabater             | 53     |

### Campeonato de Conductores de Turismos de Serie (Fabricación nacional)
| Pos. | Piloto                       | Puntos |
| ---- | ---------------------------- | ------ |
| 1.   | Pablo de Sousa               | 271    |
| 2.   | Jaime Sornosa «Correcaminos» | 238    |
| 3.   | Pablo Gómez                  | 142    |
| 4.   | Andreu Ylla                  | 136    |
| 5.   | Alfonso Marcos               | 132    |

### Trofeo de Conductores de Turismos de Fabricación nacional
| Pos. | Piloto         | Puntos |
| ---- | -------------- | ------ |
| 1.   | Juan Franquesa | 296    |
| 2.   | Manuel Juncosa | 239    |
| 3.   | Joan Bayó      | 125    |
| 4.   | Alberto Alonso | 121    |
| 5.   | Joan Canudas   | 120    |

### Desafío Simca
| Pos. | Piloto         |
| ---- | -------------- |
| 1.   | Manuel Juncosa |